# Ким (фильм)
«Ким» (англ. Kim) — американская приключенческая кинокартина 1950 года, основанная на одноимённом романе Редьярда Киплинга.

## Сюжет
В Британской Индии конца XIX века Ким — юный сын покойного английского офицера — встречает ламу и соглашается следовать за ним. После того, как английские власти обнаруживают его происхождение, они помещают Кима в английскую школу. Но его любовь к свободе плохо согласовывается с дисциплиной, которую ожидают от сына офицера. В связи с тем, что Ким обладает знаниями об индийцах и их обычаях, а также ловкостью, с которой он выдаёт себя за индийца, англичане собираются сделать из него разведчика, который попробует расстроить планы противников Англии по «большой игре».

## В ролях
- Эррол Флинн — Махбуб Али
- Дин Стоквелл — Ким
- Пол Лукас — Лама
- Роберт Дуглас — полковник Крейтон
- Сесил Келлауэй — Хари-Чандар-Мукарджи
- Арнольд Мосс — Ларган-сахиб
- Реджинальд Оуэн — Отец Виктор
- Томас Гомес — эмиссар

Гонорар Эррола Флинна за роль краснобородого афганца Махбуба Али составил 200 тысяч долларов.